# Bivol african
Bivolul african sau bufalul african (Syncerus caffer sau Bubalus caffer) este un mamifer rumegător din familia bovide (Bovidae), asemănător cu boul domestic, cu talie mare și greoaie, bot mare, coarne robuste, răsfrânte lateral și arcuite în jos, apoi curbate în sus,  coada lungă, prevăzută în vârf cu un smoc de peri lungi care trăiesc în savanele ierboase din Africa, la sud de Sahara, în turme mari.

## Descrierea

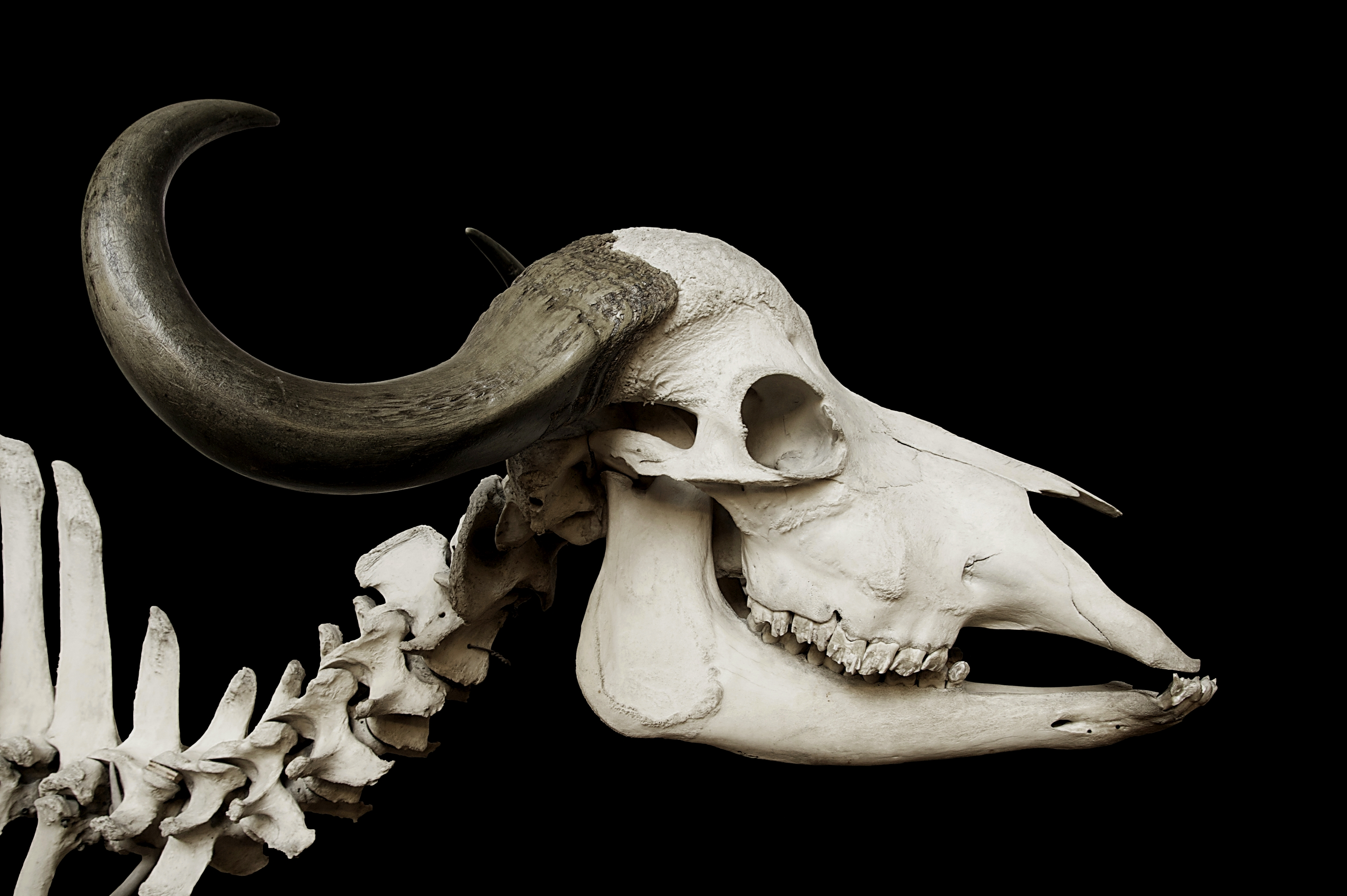
Craniul unui bivol african

Lungimea cap + trunchi = 2,1-3 m; coada = 0,7-1,10 m; înălțimea la greabăn = 1,3-1,8 m; greutatea = 500-900 kg. Longevitatea = 16 ani.
Dimorfism sexual minor în mărimea corpului, femelele adulte cântărind cu circa 17% mai puțin decât masculii adulți; subspecia din pădurile dese (Syncerus caffer nanus) are jumătate din greutatea corporală a subspeciilor din câmpii. 
Bivolul african are forma corpului asemănătoare cu cea a boului domestic, cu pieptul larg, botul larg, capul și membrele masive.
Masculii au coarne relativ scurte (de până la 150 cm), dar robuste, răsfrânte lateral și arcuite în jos, apoi curbate în sus de-a lungul jumătății distale a lungimii lor, cu vârfurile orientate caudal. La masculii bătrâni bazele largi ale coarnelor aproape se unesc la mijlocul frunții, formând o placă de-a curmezișul ei. Femelele au de asemenea coarne, dar acestea sunt mai mici și mai înguste în circumferință decât cele ale masculilor. Subspecia care trăiește în păduri (Syncerus caffer nanus) are coarnele mai scurte și mai puțin curbate. 
Perii, deși și lungi la tineri, devin rari și scurți la adulți și dispar aproape total la indivizii bătrâni și variază în culoare de la negri la cafenii-roșcați sau cafenii-negricioși, în funcție de subspecii, sex și vârstă. Subspecia de pădure (Syncerus caffer nanus) este cafeniu-roșcată. 
Urechile sunt mari și clăpăuge, mărginite de peri lungi și moi, asemenea unor franjuri. Au o coamă scurtă. Coada este lungă, terminându-se printr-un pronunțat smoc de păr negru.

## Răspândirea
Bivolii africani sunt larg răspândiți în Africa, la sud de Sahara,  din Guineea până în sudul Sudanului și apoi spre sud până în Angola și estul Africii de Sud, până la Capul Bunei Speranțe, de la  altitudini joase până la altitudini mari (până la 4000 m).  În porțiunile mari a acestui areal, populațiile sunt limitate la rezervații naturale. Sunt deosebit de abundenți în unele părți din Kenya, Tanzania, Uganda și Republica Democrată Congo.

## Habitatul
Bivolii africani sunt mai abundenți în locurile deschise și înierbate din savanele și complexe riverane (mlaștini și văile inundabile fluviale), dar trăiesc, de asemenea, în păduri, pășuni și zone arbustive de la câmpii până în munți. 
În savane, ei au nevoie de suprafețe mari de iarbă deasă cu tufișuri sau copaci care servesc ca adăposturi unde pot să se odihnească. Populațiile care trăiesc în păduri au adăposturi suficiente formate de arbori și arbuști, dar își caută hrana frecventând luminișurile mici din pădure unde vegetația din litieră (ierburi și plantele erbacee) este abundentă. 
Vizitează bălțile și zonele noroioase unde beau apă, intră în apă și se tăvălesc prin noroi.

## Sistematica
Sunt descrise 5 subspecii:
- Syncerus caffer caffer = Bivol african din Capul Bunei Speranțe, Bivol african de Cafria – în savana din Africa de Sud și Africa de Est
- Syncerus caffer nanus = Bivol african de pădure, Bivol african pitic – în pădurile tropicale din Africa centrală și Africa de Vest
- Syncerus caffer brachyceros = Bivol african sudanez, Bivol african de savană – în savana din Africa de Vest
- Syncerus caffer aequinoctialis = Bivol african de Nil – în savana din Africa Centrală
- Syncerus caffer mathewsi = Bivol african de munte – în zonele muntoase din Africa de Est

## Comportamentul
Bivolii africani trăiesc în cârduri și formează grupuri mari compuse din subgrupuri complex structurate în funcție de sex și vârstă. Această structură este în parte menținută ierarhic prin dominanța socială. Mărimea turmei este menținută de un mare număr de factori ai mediului. 
La bivolii de pădure (Syncerus caffer nanus), cârdurile sunt alcătuite de regulă  din 3-12 indivizi, formate din femele, vițeii lor sub un an; în locurile deschise, turmele sunt mai mari, de obicei din 50–500 de indivizi, dar uneori ajung până la 3000.  Femele adulte, puii lor și masculii sub trei ani formează subgrupuri relativ stabile în cadrul cârdurilor; masculii peste trei ani formează propriile subgrupuri, în timp ce majoritatea masculilor cu vârsta peste 10 ani sunt solitari. În timpul sezonului uscat, o parte din subgrupurile de sex masculin pot părăsi turmele pentru a exploata oportunitățile de hrană într-un mediu nutrițional nou și mai bun. 
Bivolii africani sunt considerați cei mai periculoși dintre toate speciile de vânat cu păr din Africa, fiindcă bivolii bătrâni, dar mai ales cei care au fost vreodată răniți, caută omul și-l calcă în picioare fără să fie provocați. Bivolul rănit are o sălbăticie incredibilă și urmărește vânătorul fără încetare și poate alerga cu o viteză de 57 km/oră. Ei sunt atât de puternici și de buni luptători, încât nu se tem de nimic; chiar și leul care îi atacă nu are întotdeauna succes.

## Hrana
Bivolii africani se hrănesc în prima parte a nopții, iar apă beau seara și dimineața; în a doua parte a nopții rumegă și se odihnesc. Ziua stau retrași la umbra pădurii.
Hrana constă din iarbă, frunze și lăstari și pasc mai ales în savane, consumând cantități mari de ierburi. 
Bivolii de pădure (Syncerus caffer nanus), includ în hrana lor o cantitate relativ mare de arbuști. 

## Reproducerea

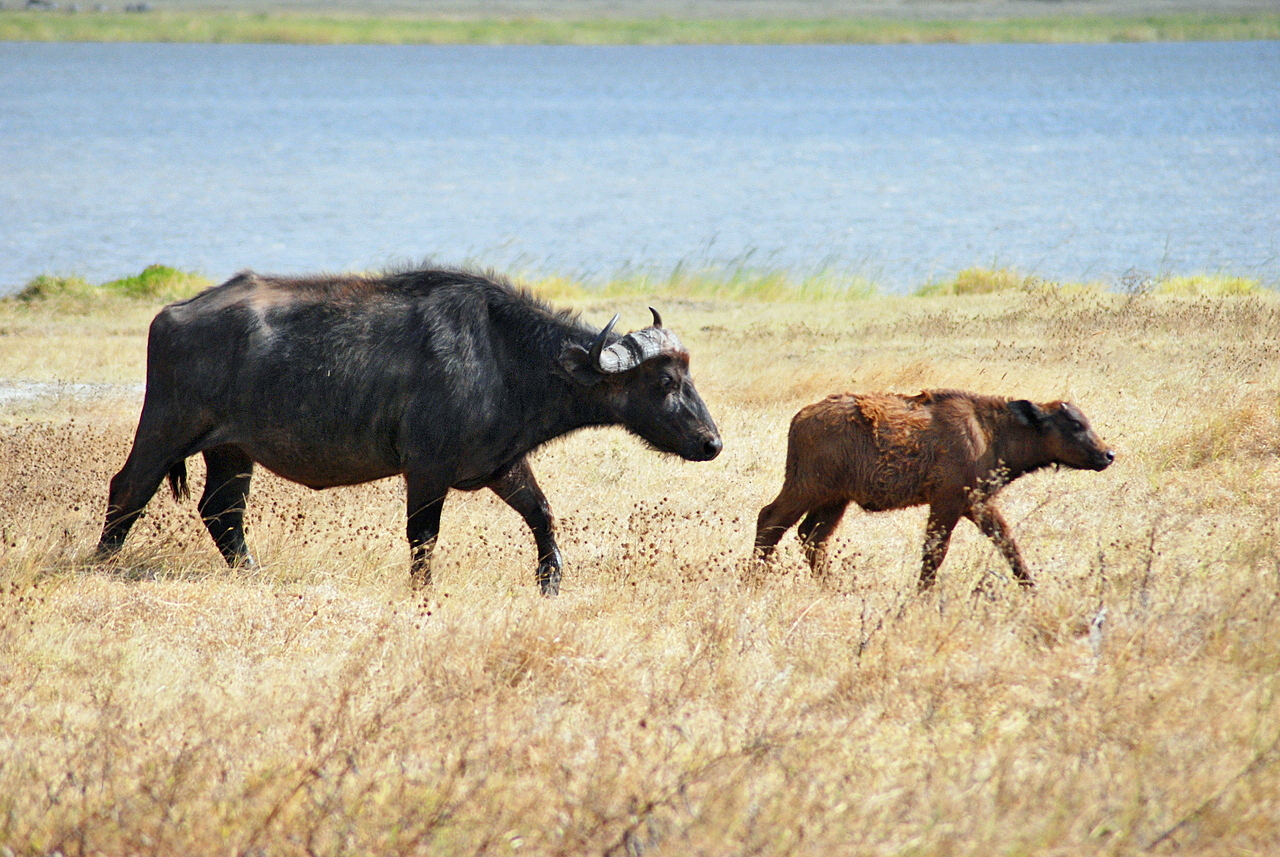
Femelă cu pui în Tanzania

Sunt animale poligame. Femelele ating maturitatea sexuală la 4-5 ani, iar masculii la vârsta de aproximativ 7 ani. Femelele au două perechi de mamele funcționale.
Reproducerea are loc în timpul sezonului ploios, în perioade diferite, fiind influențată de condițiile climatice: în sudul Africii, din septembrie până în martie, iar la nordul Zambiei, tot timpul anului. 
Masculii verifică urina femelelor pentru a determina dacă acestea sunt în estru (în călduri); atunci când este gata să se împerecheze, femela va sta și va permite masculului monta și copularea.
Gestația durează aproximativ 11,5 luni, după care femelele nasc câte un singur vițel, (uneori 2), roșcat-negricios, care nu prezintă deloc trăsăturile unui animal puternic, așa cum va deveni.

## Starea de conservare
Pe Lista Roșie a IUCN (Uniunea Internațională pentru Conservarea Naturii și a Resurselor Naturale) bivolul african este listat ca specie neamenințată cu dispariția (LC).
După epidemiile de pestă bovină din 1890 populația bivolilor africani s-a redus foarte mult în mare parte a arealului și au fost extirpați în unele regiuni. De atunci, populațiile au crescut, iar specia a reocupat o mare parte din fostul areal. Cu toate acestea, pierderea habitatelor de la altitudinile joase care sunt folosite pentru agricultură i-au restricționat la rezervațiile naturale în multe zone, iar vânatul lor a scăzut considerabil numărul indivizilor pe întreg arealul.

## Importanța
Bivolii africani sunt o foarte importantă specie de vânat. Ei sunt vânați de localnici ca sursă de carne,  dar sunt vânați și de vânătorii de trofee.
De asemenea, ei au reputația de a fi periculoși și sunt nedoriți în zonele locuite de oameni.